# Liacarus celisi
Liacarus celisi är en kvalsterart som beskrevs av Balogh 1958. Liacarus celisi ingår i släktet Liacarus och familjen Liacaridae. Inga underarter finns listade i Catalogue of Life.